# Denis Marleau

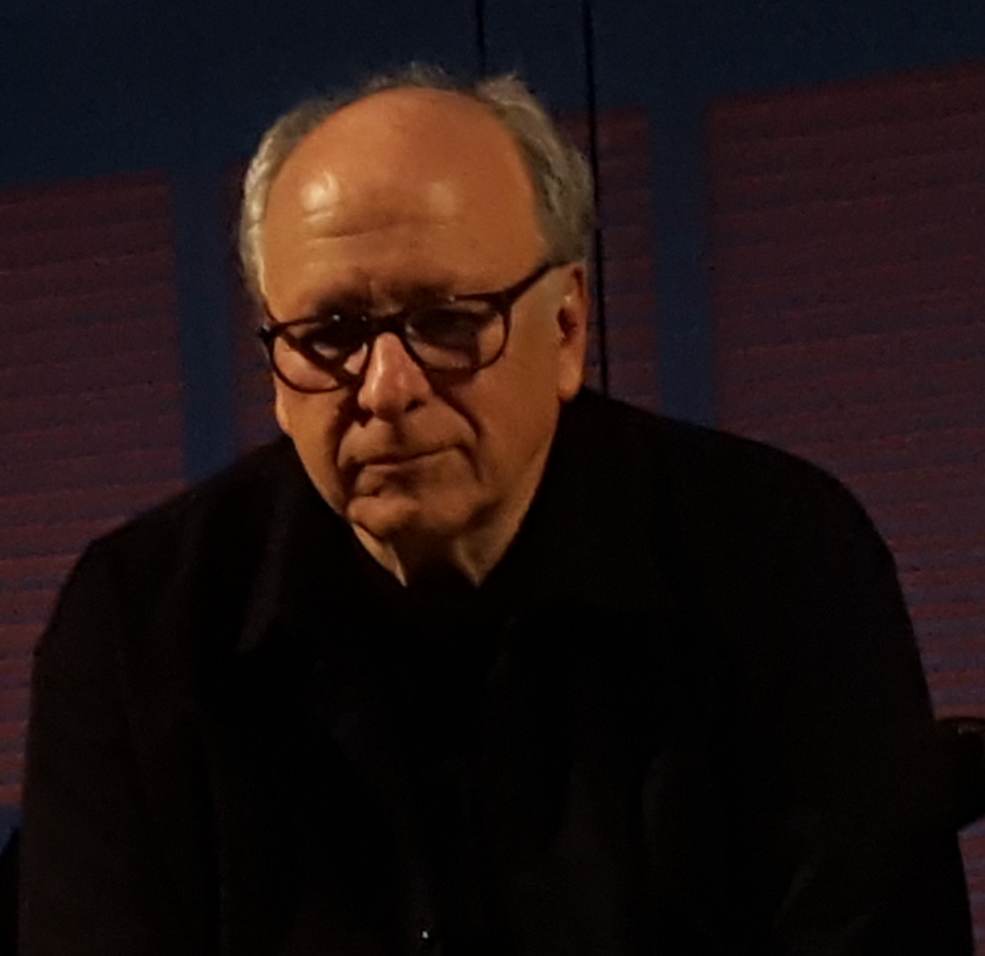
Denis Marleau (2020)

Denis Marleau (* 14. Oktober 1954 in Salaberry-de-Valleyfield/Québec) ist ein kanadischer Theaterschauspieler und -regisseur.

## Leben
Marleau studierte Schauspiel am Conservatoire d'art dramatique in Montréal. Danach lebte er zwei Jahre in Frankreich, wo er am Pariser Théâtre Mandragore arbeitete und eine Ausbildung als Pantomime absolvierte. Nach seiner Rückkehr nach Québec gründete er mit anderen Schauspielern das Théâtre de la Nouvelle Lune, an dem er seine ersten Regiearbeiten realisierte. Im Rahmen einer Retrospektive auf das Werk Sonia Delaunay-Terks im Musée d'art contemporain in Montréal führte er 1981 Coeur à gaz et autres textes Dada mit Texten von André Breton, Tristan Tzara und Hugo Ball auf.
Mit Anne-Marie Rocher und Denis Leclerc gründete er 1982 Le Théâtre Ubu. Hier inszenierte er in den 1980er Jahren Werke der europäischen Avantgarde, u. a. Merz Opéra (1987), Oulipo Show (1988) und Les Ubs (1991). Ab den 1990er Jahren folgten Werke und Werkadaptionen von Autoren wie Bernard-Marie Koltès (Roberto Zucco, 1993), Thomas Bernhard (Alte Meister), Normand Chaurette (Le passage de l'Indiana, 1996; Le petit Köchel, 2000; Les reines, 2005) und Maurice Maeterlinck (Les Aveugles, 2001). Das Bühnenbild entwarf häufig der Bildhauer Michel Goulet. Von 2000 bis 2007 leitete Marleau das Théâtre français am Centre national des Arts in Ottawa.
1997 eröffnete er mit seinem Le Théâtre Ubu das Festival d'Avignon mit Lessings Nathan der Weise, 1999 in Weimar Goethes Urfaust. Seine Regiearbeiten kamen u. a. beim  Festival TransAmériques, am Centre Georges Pompidou, am Théâtre du Nouveau Monde in Montreal, beim Edinbourg Festival, an der Comédie-Française, beim Festival Printemps des comédiens in Montpellier, am Théâtre de la Cité internationale in Paris und am Grand Théâtre de Genève zur Aufführung. 1999 wurde Marleau als Chevalier des Ordre National du Québec ausgezeichnet.